# Bureau of Construction and Repair
Le Bureau of Construction and Repair (BuC&R) est un organe de l’United States Navy, qui de 1862 à 1940 est chargé de superviser la conception, la construction, la conversion, l'acquisition, l'entretien et la réparation des navires et autres embarcations de la Marine. Le Bureau gère également les chantiers navals, les installations de réparation, les laboratoires et les stations côtières. Le 20 juin 1940, le Congrès adopte une loi qui fusionne les fonctions du Bureau avec celles du Bureau of Steam Engineering (en), en créant le Bureau of Ships (BuShips).

## Liste des directeurs
Liste partielle:
- Commodore David Conner (naval officer) (en), 1er septembre 1842 - 1er mars 1843
- Capitaine Beverly Kennon, 2 mars 1843 - 9 avril 1844
- Commodore Charles Morris, 10 avril 1844 - 31 mai 1847
- Commodore Charles W. Skinner, 1er juin 1847 - 28 février 1852
- Commodore William_Shubrick (en), 1er mars 1852 - 30 juin 1853
- Chief Naval Constructor Samuel Hartt, 1er juillet 1853 - 16 novembre 1853
- Chief Naval Constructor John Lenthall (shipbuilder) (en), 17 novembre 1853 - 22 janvier 1871[1]
- Chief Constructor Isaiah Hanscom, 23 janvier 1871 - 27 avril 1877
- Chief Constructor James W. Easby, 28 avril 1877 - 13 décembre 1881
- Chief Constructor Theodore D. Wilson (en), 3 mars 1882 - 7 juillet 1893
- contre-amiral Philip Hichborn, July 23, 1893 -
- Contre-amiral Washington L. Capps, 1903-1910
- Chief Constructor Richard Morgan Watt, 1910-1914
- Contre-amiral David W. Taylor,
- Contre-amiral Emory S. Land (en), 1932-1937
- Contre-amiral Alexander H. Van Keuren (dernier directeur du bureau, en juillet 1940, il devient Vice-Chief du nouveau Bureau of Ships [BuShips] qui remplace le BuC&R)